# Le Ménil-Broût

Le Ménil-Broût este o comună în departamentul Orne, Franța. În 1 ianuarie 2022 avea o populație de 176 de locuitori.